# Triacanthodidae
Triacanthodidae è una famiglia di pesci ossei marina appartenente all'ordine Tetraodontiformes.

## Distribuzione e habitat
L'areale della famiglia comprende le parti tropicali e subtropicali dell'Oceano Atlantico occidentale e dell'Indo-Pacifico. Vivono in acque profonde, nel piano circalitorale e nel piano batiale.

## Descrizione
La pinna caudale è arrotondata o troncata. Alcune specie hanno un curioso muso allungato simile a quello dei Syngnathiformes.
La taglia media è piccola, non superiore a 20 cm.

## Biologia
Bentonici. Per il resto la biologia è poco nota.

## Specie
- Genere Atrophacanthus
  - Atrophacanthus japonicus
- Genere Bathyphylax
  - Bathyphylax bombifrons
  - Bathyphylax omen
  - Bathyphylax pruvosti
- Genere Halimochirurgus
  - Halimochirurgus alcocki
  - Halimochirurgus centriscoides
- Genere Hollardia
  - Hollardia goslinei
  - Hollardia hollardi
  - Hollardia meadi
- Genere Johnsonina
  - Johnsonina eriomma
- Genere Macrorhamphosodes
  - Macrorhamphosodes platycheilus
  - Macrorhamphosodes uradoi
- Genere Mephisto
  - Mephisto fraserbrunneri
- Genere Parahollardia
  - Parahollardia lineata
  - Parahollardia schmidti
- Genere Paratriacanthodes
  - Paratriacanthodes abei
  - Paratriacanthodes herrei
  - Paratriacanthodes retrospinis
- Genere Triacanthodes
  - Triacanthodes anomalus
  - Triacanthodes ethiops
  - Triacanthodes indicus
  - Triacanthodes intermedius
- Genere Tydemania
  - Tydemania navigatoris[2]